# ちくま少年文庫
ちくま少年文庫（ちくましょうねんぶんこ）とは、筑摩書房から出版された少年向けのシリーズ。1977年から1978年に刊行された。
兄弟シリーズとして「ちくま少年図書館」「ちくま少年文学館」がある。

## 刊行リスト
1. がむしゃら1500キロ 浮谷東次郎／著, 池田和弘／さし絵 1977 （ちくま少年文庫 1） 初版は筑摩書房、1972年。再刊、新潮文庫、1981年、ちくま文庫、1990年。
2. 処女峰アンナプルナ モーリス・エルゾーグ／著, 近藤等／訳, 山里寿男／さし絵 1977 （ちくま少年文庫 2） 初版は白水社、1953年。
3. 罪なき殺し屋たち ヒューゴ・バン・ラービック／著, ジェーン・グドール／著, 藤原英司／訳 1977 （ちくま少年文庫 3） 初版は平凡社、1972年。
4. 「岩宿」の発見 : まぼろしの旧石器を求めて 相沢忠洋／著 1977 （ちくま少年文庫 4） 初版は講談社、1969年、講談社文庫、1973年。
5. 太平洋ひとりぼっち 堀江謙一／著, 石川滋彦／さし絵 1977 （ちくま少年文庫 5） 初版は文藝春秋新社、1962年。
6. ゴリラ探検記 河合雅雄／著, 木村しゅうじ／さし絵 1977 （ちくま少年文庫 6） 初版は光文社カッパ・ブックス、1961年。
7. にあんちゃん 安本末子／著, 久米宏一／さし絵 1977 （ちくま少年文庫 7） 初版は光文社カッパ・ブックス、1958年。
8. 翼よ、あれがパリの灯だ チャールズ・A・リンドバーグ／著, 佐藤亮一／訳, 池田和弘／さしえ 1977 （ちくま少年文庫 8） 初版は出版共同社、1955年。
9. 流れる星は生きている 藤原てい／著, 山本邦明／さし絵 1977 （ちくま少年文庫 9） 初版は日比谷出版社、1949年。
10. どんべえ物語 畑正憲 著 1977 （ちくま少年文庫 10） 初版は朝日新聞社、1972年。
11. パズルゲーム 高木重朗 著 1977 （ちくま少年文庫 11）
12. 詩と愛について 中里喜昭／著, 川田幹／さし絵 1977 （ちくま少年文庫 12） 初版は飯塚書店、1973年。
13. マラソンの青春 君原健二 著 1978 （ちくま少年文庫 13） 初版は時事通信社、1975年。
14. ちょっとピンぼけ ロバート・キャパ／［著］, 川添浩史／訳, 井上清壱／訳 1978 （ちくま少年文庫 14） 初版はダヴィッド社、1956年。のち文春文庫、1979年。
15. 星空の狩人 : “セキ彗星”発見の記録 関つとむ 著 1978 （ちくま少年文庫 15）
16. 船とボク 柳原良平／著 1978 （ちくま少年文庫 16）